# Forn de la Torre de Casanova
El Forn de la Torre de Casanova és una obra de Moià inclosa a l'Inventari del Patrimoni Arquitectònic de Catalunya.

## Descripció
Forn en mal estat de conservació localitzat molt a prop del curs del Torrent de Boladeres i a 230 metres d'un pou de glaç, el qual es troba a peu de pista tornant en direcció a la casa de la Torre de Casanova. S'hi accedeix per la Crta. N-141c al PK 30,8; pel desviament a Torre Casanova, s'ha de passar la casa en direcció al torrent de Bolederes.
Donat que la vegetació cobreix gran part de les restes, el terreny està erosionat i han caigut diverses pedres, gairebé no s'observen els murs de l'espai destinat a coure la ceràmica. Alhora, hi ha restes de ceràmica pels voltants. A pocs metres hi ha una base de pedra de forma rectangular; en dos dels seus laterals s'hi alcen dues lloses de pedra disposades de peu i de poc més d'un metre d'alçada.